# Myke Henry
Mychael Gerome Henry, detto Myke (Chicago, 23 dicembre 1992), è un cestista statunitense.